# 核桃街大桥 (费城)
核桃街大桥（英語：Walnut Street Bridge）位于美国宾夕法尼亚州费城的西费城和市中心之间，跨越斯库尔基尔河，桥上为东西向的核桃街。目前的高速公路型大桥花费了数年于1991年建成，替代了1893年建成的拱桥。1893年的大桥是一座60英尺（18）宽的的混凝土结构大桥，三个钢制普拉特桁架安装在四个重型长方形混凝土桥台和桥墩上。它于1988年被拆除，但其桥墩用于1991年新桥跨度62英尺（19）的主跨。

## 图片

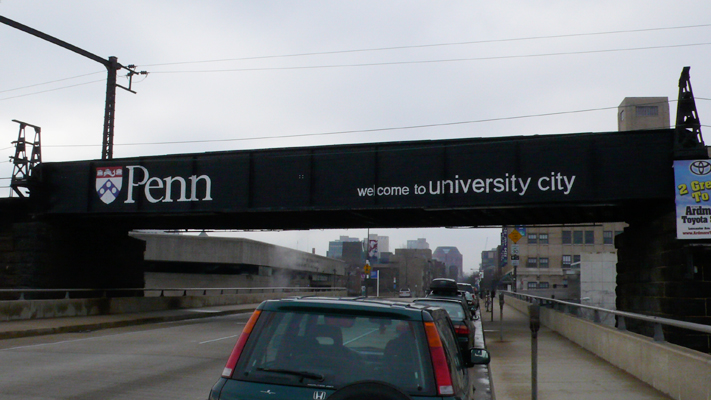
核桃街大桥上方的铁路桥显示着欢迎来到大学城的标语
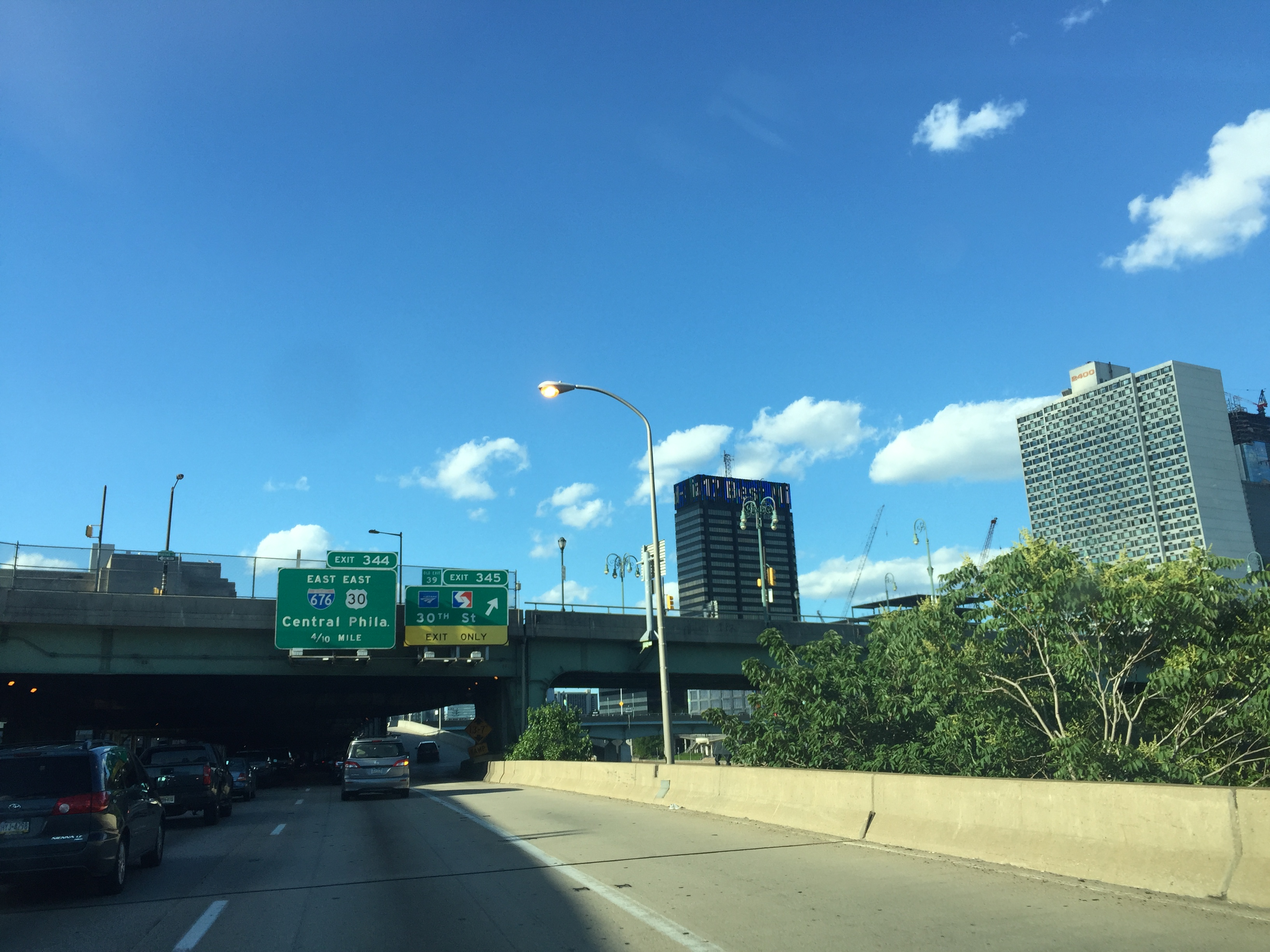
从76号州际公路角度拍摄